# Andrew Conway
Pas d'image ? Cliquez ici

a Compétitions nationales et continentales officielles uniquement.

b Matchs officiels uniquement.
Dernière mise à jour le 14 décembre 2022.
Andrew Conway, né le 11 juillet 1991 à Dublin (Irlande), est un joueur international irlandais de rugby à XV évoluant principalement au poste d'ailier.
En 2010, il fait ses débuts professionnels à l'âge de dix-huit ans avec la province du Leinster. Avec celle-ci, il remporte le Challenge européen 2013 ainsi que le Pro12 la même année. En 2013 également, il rejoint le Munster et remporte le United Rugby Championship dix ans plus tard.
Bien que convoqué dès 2012 en équipe d'Irlande, il connait sa première cape internationale seulement en 2017. Il prend part à une Coupe du monde en 2019 et remporte une Triple couronne dans le Tournoi des Six Nations 2022.
En novembre 2023, il est contraint de mettre un terme à sa carrière après une blessure au genou.

## Biographie

### Jeunesse et formation
Andrew Conway commence le rugby à XV avec le Blackrock College (en) avec qui il remporte, en 2007, la Leinster Schools Junior Cup en battant en finale le St Michael's College de Dublin en inscrivant le dernier essai de la finale. Deux ans plus tard, il remporte la Leinster Schools Senior Cup, en étant titulaire au côté de Jordi Murphy notamment, face au Terenure College.
En 2010, il est sélectionné en équipe d'Irlande des moins de 20 ans. Il joue deux saisons avec la sélection disputant deux Tournois des Six Nations des moins de 20 ans, en 2010 et 2011, ainsi que deux championnats du monde junior en 2010 et 2011 également. Il participe ainsi à la victoire irlandaise dans le Tournoi des Six Nations des moins de 20 ans 2010. En deux saisons, il dispute un total de seize rencontres pour soixante-cinq points inscrits, soit treize essais.

### Leinster
En 2009, il rejoint l'Academy (centre de formation) du Leinster. L'année suivante, il signe son premier contrat professionnel. Le 20 février 2010, il fait ses débuts professionnels en Celtic League contre les Scarlets à l'âge de dix-huit ans,.
En 2012, il est convoqué pour disputer le Tournoi des Six Nations avec le XV du Trèfle, mais il se blesse, l'empêchant ainsi de connaitre sa première cape.
Le 3 mai 2013, il inscrit un triplé face aux Ospreys et il est titularisé pour la finale du Challenge européen 2013 face au Stade français, aidant ainsi son équipe à s'imposer sur le score de 34 à 13. Il est également titulaire quelques jours plus tard pour la finale du Pro12 face à l'Ulster, match remporté par le Leinster sur le score de 24 à 18.

### Munster
En janvier 2013, il annonce qu'il va quitter sa province natale à la fin de la saison pour rejoindre Limerick et la province du Munster.
En janvier 2017, il est retenu une nouvelle fois avec le XV du Trèfle dans un groupe de quarante joueurs en vue du Tournoi des Six Nations 2017. Il connait sa première sélection à l'occasion du dernier match du Tournoi contre l'Angleterre à l'Aviva Stadium (victoire 13-9).
En 2019, il est convoqué pour disputer la Coupe du monde au Japon où il inscrit trois essais en trois rencontres.
En février 2020, il est annoncé qu'il prolonge son contrat jusqu'en 2023. Fin 2022, il signe un nouveau contrat de deux années supplémentaires avec le Munster, soit jusqu'en 2025. Une blessure à un genou le prive d'une potentielle sélection pour la Coupe du monde 2023 et le contraint à annoncer la fin de sa carrière en novembre 2023.

## Palmarès

### En junior
- Vainqueur de la Leinster Schools Junior Cup en 2007 avec le Blackrock College RFC.
- Vainqueur de la Leinster Schools Rugby Senior Cup en 2009 avec le Blackrock College RFC.

### En club
- Vainqueur du Pro14 en 2013 avec le Leinster et du United Rugby Championship en 2023 avec le Munster.
- Finaliste de la/du Celtic League/Pro12/14 en 2010, 2011, 2012 avec le Leinster et en 2015, 2017 et 2020 avec le Munster.
- Vainqueur du Challenge européen en 2013 avec le Leinster.
- Vainqueur de la British and Irish Cup en 2017 avec le Munster A.

### En sélection
- Vainqueur du Tournoi des Six Nations des moins de 20 ans en 2010 avec l'équipe d'Irlande des moins de 20 ans.
- Vainqueur de la Coupe des Nations en 2014 avec l'équipe d'Emerging Ireland (en).
- Vainqueur de la Triple Couronne en 2022 avec l'équipe d'Irlande.